# Eleutherodactylus diplasius
Eleutherodactylus diplasius är en groddjursart som beskrevs av Schwartz 1973. Eleutherodactylus diplasius ingår i släktet Eleutherodactylus och familjen Eleutherodactylidae. Inga underarter finns listade i Catalogue of Life.
Arten förekommer i en liten region i sydvästra Haiti. Den lever i låglandet och i bergstrakter upp till 1200 meter över havet. Exemplaren vistas i fuktiga skogar och de besöker trädodlingar. De sitter ofta på trädens blad eller på epifyter högt över marken. Antagligen genomgår ungarna ingen metamorfos.
Beståndet hotas av skogsröjningar, svedjebruk och andra bränder. Enligt uppskattningar minskar hela populationen mellan 2015 och 2025 med lite över 80 procent. IUCN listar arten som akut hotad (CR).